# Zdzisław Goral
Zdzisław Ludwik Goral (ur. 15 sierpnia 1950 w Dębicach) – polski oficer dyplomowany wojsk pancernych, generał broni SZ RP w st. spocz., dowódca Wielonarodowego Korpusu Północno-Wschodniego.

## Wykształcenie
W latach 1969–1973 ukończył Wyższą Szkołę Oficerską Wojsk Pancernych im. Stefana Czarnieckiego w Poznaniu, a w okresie od 1980 do 1983 studiował w Akademii Wojsk Pancernych ZSRR im. Marszałka ZSRR Rodiona Malinowskiego w Moskwie. W Centrum Doskonalenia Oficerów im. generała armii Stanisława Popławskiego w Warszawie odbył kursy dowódców kompanii (1977), dowódców batalionów (1980), szefów szkolenia – zastępców dowódców pułków (1984) oraz dowódców pułków (1985). 
W okresie od stycznia do czerwca 1991 przebywał na specjalnym kursie języka angielskiego w Warszawie, prowadzonym przez English Language Centre, dla 10 oficerów wojska polskiego, kandydatów na studia podyplomowe w uczelniach zachodnich (USA, WB). Od 1992 do 1993 doskonalił angielski na kursie III stopnia w Wojskowym Studium Nauczania Języków Obcych w Łodzi. Jest również absolwentem studiów podyplomowych w Genewskim Centrum Polityki Bezpieczeństwa w Genewie (Szwajcaria, lata 1997–1998) i Kurs dla Oficerów Starszych Ośrodku Szkolenia NATO w Oberammergau (Niemcy, 2002). 
Przed objęciem dowództwa Korpusu w Szczecinie, w 2006 brał udział w ćwiczeniu Dowództwa Sił Sojuszniczych NATO, przygotowującym kandydatów na wyższe stanowiska w strukturach wojsk NATO pk. „Seadfast Pinnacle” (Mocny Szczyt) w Hadze (Holandia).

## Służba wojskowa
Na pierwsze stanowisko służbowe – dowódcy plutonu czołgów – został skierowany do 36 Łużyckiego pułku zmechanizowanego w Trzebiatowie (8 Dywizja Zmechanizowana im. Chorążego Bartosza Głowackiego).
W 1978 wyznaczono go dowódcą kompanii czołgów w 16 pułku czołgów w Słupsku. W sierpniu 1980 r. wyjechał na studia do Moskwy, po ukończeniu których w 1983 został starszy oficerem operacyjnym w Wydziale Operacyjnym 20 Dywizji Pancernej im. Marszałka Polski Konstantego Rokossowskiego w Szczecinku. Jeszcze w tym samym roku objął stanowisko zastępcy dowódcy pułku ds. liniowych w 28 Saskim pułku czołgów w Czarnem, w 20 Dywizji Pancernej. W latach 1986–1989 dowodził 24 pułkiem czołgów w Stargardzie, a następnie 68 pułkiem czołgów i 33 pułkiem zmechanizowanym w Budowie (1989-1990). W 1990 r. został szefem sztabu – zastępcą dowódcy 2 Pomorskiej Dywizji Zmechanizowanej im. generała Jana Henryka Dąbrowskiego w Szczecinku. Od 1993 roku brał udział w operacji pokojowej Sił Ochronnych ONZ (UNPROFOR) w byłej Jugosławii, jako zastępca dowódcy Polskiego Kontyngentu Wojskowego, a od 1994 jako jego dowódca. Po zakończeniu służby za granicą RP, w 1995 przeniesiono go ponownie do dowództwa 2 Dywizji Zmechanizowanej na stanowisko szefa szkolenia – zastępcy dowódcy.
W latach 1998–2000 dowodził 11 Dywizją Kawalerii Pancernej im. Króla Jan III Sobieskiego, po czym był zastępcą dowódcy Wielonarodowego Korpusu Północno-Wschodniego w Szczecinie. W maju 2001 został szefem Zarządu Operacji Lądowych G3 w Dowództwie Wojsk Lądowych w Warszawie, a w kwietniu 2002 wyjechał do Kwatery Głównej Sojuszniczych Sił Zbrojnych NATO w Europie (SHAPE) w Mons (Belgia), gdzie pełnił funkcje szefa Pionu Szkolenia, Kształcenia i Ćwiczeń (w latach 2002–2003) oraz szefa Zarządu Szkolenia i Ćwiczeń J-7 (w latach 2003–2004). W kwietniu 2004 został wyznaczony na zastępcę dowódcy 3 Międzynarodowego Tureckiego Korpusu Szybkiego Reagowania NATO (NRDC-T) w Stambule (Turcja).
15 grudnia 2006 został dowódcą Wielonarodowego Korpusu Północno-Wschodniego, którym dowodził do grudnia 2009. 

## Polityka
W wyborach samorządowych w 2018 bez powodzenia kandydował do sejmiku województwa zachodniopomorskiego z listy koalicji SLD Lewica Razem.

## Awanse
- podporucznik – 1973
- porucznik – 1977
- kapitan – 1981
- major – 1985
- podpułkownik – 1989
- pułkownik – 1993
- generał brygady – 1999
- generał dywizji – 2005[3]
- generał broni – 2006[4].

## Ordery i odznaczenia
- Krzyż Oficerski Orderu Odrodzenia Polski – 2009[5]
- Krzyż Kawalerski Orderu Odrodzenia Polski – 2001[6]
- Złoty Krzyż Zasługi – 1991
- Srebrny Krzyż Zasługi – 1986
- Wojskowy Krzyż Zasługi – 2010[7]
- Złoty Medal "Siły Zbrojne w Służbie Ojczyzny" – 1998
- Srebrny Medal "Siły Zbrojne w Służbie Ojczyzny" – 1982
- Brązowy Medal "Siły Zbrojne w Służbie Ojczyzny" – 1978
- Złoty Medal "Za Zasługi dla Obronności Kraju" – 1997
- Srebrny Medal "Za Zasługi dla Obronności Kraju" – 1987
- Brązowy Medal "Za Zasługi dla Obronności Kraju" – 1979
- Medal ONZ "W Służbie Pokoju" za misję UNPROFOR – ONZ, 1993
- Krzyż Honoru Bundeswehry w Złocie – Niemcy, 2008
- Krzyż Wielkiego Oficera Orderu Zasługi Republiki Federalnej Niemiec (2009)